# Castlevania (série de televisão)
Castlevania é uma série de animação baseada no jogo japonês de 1989, Castlevania III: Dracula's Curse, da Konami. A série retrata Trevor Belmont, que defende o condado da Valáquia de Dracula e seu exército de demônios. A série foi originalmente planejada como um filme, desenvolvido pelo produtor Kevin Kolde e sua empresa Project 51, e posteriormente pela Frederator Studios quando Kolde se juntou à mesma empresa em 2005. Kolde tinha um contrato para um roteiro com o escritor Warren Ellis em 2007; o projeto entrou no inferno do desenvolvimento até cerca de 2015, onde finalmente encontrou a Netflix. O estúdio de animação Powerhouse Animation Studios juntou-se à equipe e a produção começou. Seu estilo de arte é fortemente influenciado  pela arte de Ayami Kojima em Castlevania: Symphony of the Night, com a equipe de produção incluindo membros da equipe que trabalhavam na indústria de animês japonesa. A série estreou no serviço de streaming da Netflix em 7 de julho de 2017.
No mesmo dia a Netflix renovou o anime para uma segunda temporada expandida de oito episódios, sendo  lançada em 26 de outubro de 2018. De acordo com o ator Richard Armitage, uma terceira temporada foi aprovada pela Netflix, que estreou em 5 de março de 2020. Em 27 de março de 2020, a Netflix anunciou que renovou a série para uma quarta temporada.

## Enredo
Quando sua esposa é queimada na fogueira depois de ser acusada de bruxaria pelo bispo da cidade, o vampiro conde Vlad Dracula Tepes declara que todo o povo da Valáquia pagará com suas vidas. Ele convoca um exército de monstros e demônios que invade o condado, fazendo com que as pessoas vivam vidas de medo e desconfiança. Para combater isso, o desonrado caçador de monstros Trevor Belmont pega em armas contra as forças de Dracula, auxiliado pela maga Sypha Belnades e pelo filho Dampiro de Dracula, Alucard.

## Elenco
- Richard Armitage como Trevor Belmont, o último membro vivo da casa dos Belmont, uma família  de caçadores, excomungada pela igreja, que espalhou rumores de serem desonestos e que caçavam utilizando de poderes sobrenaturais provindos do próprio inferno.[7]
- James Callis como Adrian Tepes, A.K.A. Alucard, o filho meio vampiro da relação entre Dracula e Lisa Tepes, que procura proteger a humanidade de seu pai por amor à sua mãe.[7]
- Graham McTavish como Vlad Dracula Tepes, um poderoso vampiro isolado e misantropo, que quer vingança contra a religião e a humanidade por terem matado sua esposa, Lisa, convoca um exército de monstros para destruir todos do país de Valáquia, por vingança à igreja.[7]
- Alejandra Reynoso como Sypha Belnades, uma oradora e neta do ancião que exerce uma poderosa magia.[7]
- Matt Frewer como o Bispo, um clérigo que ordena que Lisa Tepes fosse morta na fogueira, sendo acusada de bruxaria, sendo depois nomeado bispo de Gresit.[7]
- Emily Swallow como Lisa Tepes, camponesa que vai até o castelo de Dracula procurando conhecimento e acaba se tornando sua esposa. Devido ao seu conhecimento avançado para sua época, acaba sendo queimada na fogueira, acusada de bruxaria pela igreja.[7]

## Produção

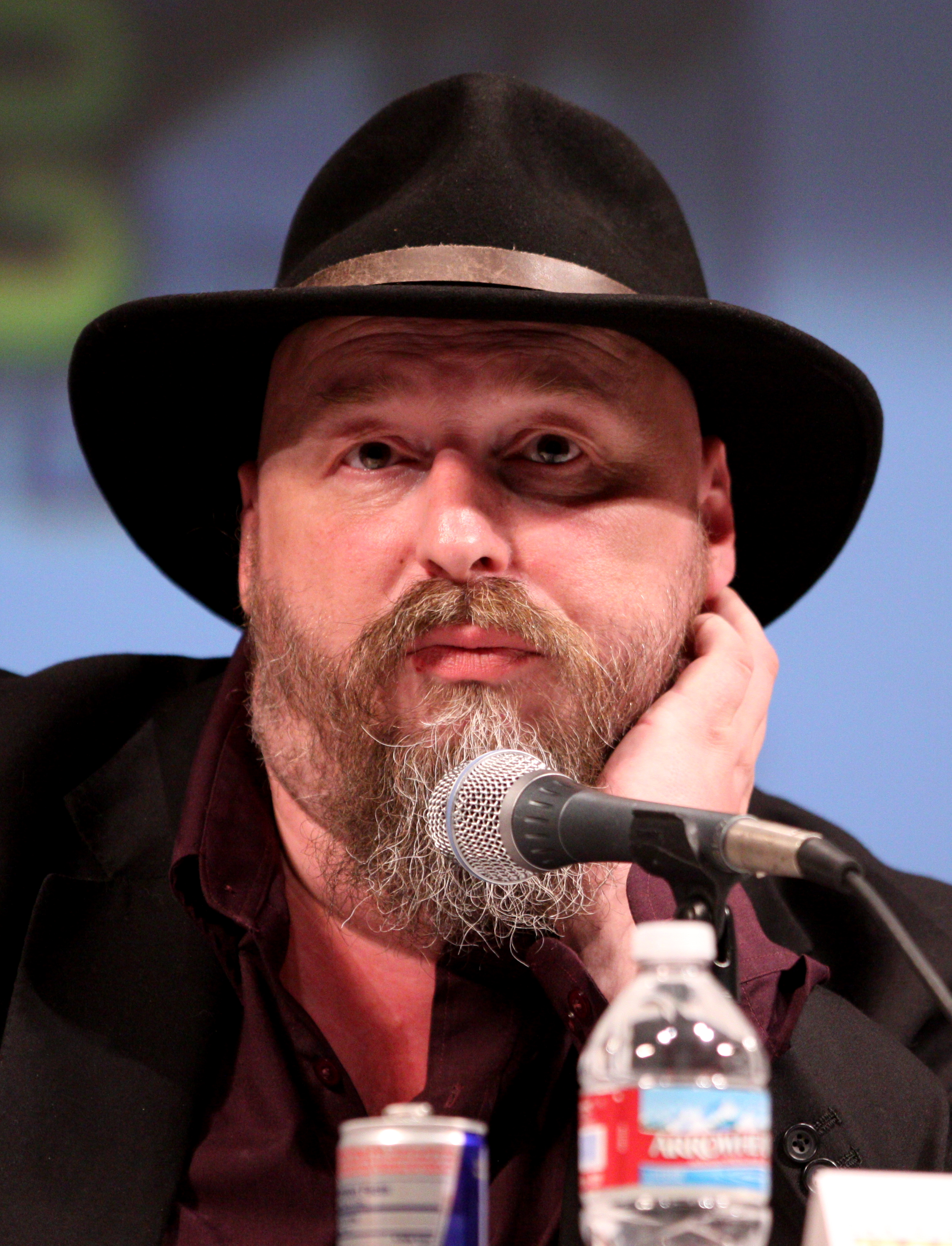
Warren Ellis escreveu a série como um filme direto para DVD antes de adaptar para um formato de série de televisão.

Em março de 2007, a Frederator Studios adquiriu os direitos para produzir uma adaptação cinematográfica de animação de Castlevania III: Dracula's Curse, destinada a produção diretamente em vídeo. A Frederator trouxe o escritor Warren Ellis a bordo como roteirista da série. Em uma entrevista à revista Paste, Warren Ellis disse que quando ele foi contatado sobre Castlevania ele não tinha nenhum conhecimento prévio da série e descobriu que era uma "transposição japonesa dos filmes Hammer Horror com os quais eu cresci e amei". Ellis explicou como ele trabalhou com o produtor de Castlevania, Koji Igarashi, para encaixar o filme na linha do tempo da série, incluindo escrever uma nova história, e como ele estava frustrado que Igarashi queria oito materiais de pré-produção reescritos antes de dar aprovação. Ellis observou que Kevin Kolde, da Frederator, que estava programado para produzir o trabalho, não queria que o filme fosse direcionado a crianças, permitindo que Ellis usasse imagens e cenas adultas para contar a história que ele queria escrever, algo que Ellis achou restritivo em trabalhar com animação normal de televisão.
Ao adaptar o jogo a um filme, Ellis não quis fazer uma adaptação direta, mas sim fornecer algum material para materializar o mundo do jogo e os elementos por trás dele. Neste estágio, o filme teria 80 minutos de duração, o que Ellis sabia que não seria suficiente para contar a história completa que ele queria, então foi capaz de dividir seu roteiro em uma trilogia de trabalhos, cada parte tendo uma auto-avaliação que continha estrutura de três atos; a primeira parte seria apresentar os personagens de Dracula, Trevor, Sypha e Alucard e com uma resolução narrativa significativa. Desta forma, Ellis observou que, se as outras duas partes nunca foram iluminadas, a primeira obra "não exige a presença das outras duas partes para que ela funcione como uma coisa própria". Devido ao tempo limitado, Ellis optou por abandonar Grant Danasty, um personagem pirata no jogo; Ellis observou que, além do "nome estúpido", ele achava que o pirata estava fora de lugar no cenário e que o tempo de execução limitado não lhe permitia desenvolver o personagem completamente. Grant Danasty é mencionado como um pirata apenas no manual ocidental do jogo, no manual original em japonês, ele é referido como um rebelde e nunca como um pirata, algo que demonstra uma falta de cuidado de Warren em suas pesquisas para escrever seu roteiro.
Por volta de 2008, o trabalho na produção estagnou e entrou no inferno do desenvolvimento. Ellis havia completado seu roteiro em junho de 2008, e o blogue de produção do programa havia dito em agosto de 2008 que eles estavam fazendo compras em torno da ideia como um lançamento teatral, mas não houve mais atualizações antes do blogue ser silenciosamente excluído.
Por volta de 2012, Adi Shankar foi abordado para dirigir uma versão live-action do roteiro de Ellis. Shankar, que na época havia acabado de trabalhar como produtor executivo de Dredd, disse que pretendia fazer um filme no estilo dos filmes Underworld com um orçamento similar, representativo de um pequeno estúdio com grande apoio independente. Shankar reduziu a oportunidade, dizendo que parecia "250% errado", já que ele tinha profundo respeito pelo jogo original e sentiu que a versão live-action não iria tratá-lo bem. Depois disso, Shankar recusou as propostas de Hollywood para buscar mais trabalhos autopublicados, afirmando que "os grandes estúdios estavam descaradamente desrespeitando os fãs" como uma razão pela qual ele recusou a oferta.
O programa foi revitalizado quando Sam Deats, da Powerhouse Animation Studios, conseguiu negociar um acordo com a Netflix para a produção, usando os roteiros existentes que haviam sido escritos quase uma década antes. A Powerhouse procurou a Frederator para ajudar na produção do programa. De acordo com Ellis, a Netflix foi muito positiva sobre seus roteiros originais que ele escreveu em 2007, e então ele teve que fazer apenas algumas mudanças para se adequar ao formato Netflix enquanto permanecia fiel à versão do roteiro que a Konami havia aceitado. Shankar foi abordado com a oportunidade de produzir o trabalho, o que ele considerou que nem a Powerhouse nem a Frederator tentaram restringir sua visão criativa dos roteiros de Ellis. Fred Seibert e Kevin Kolde, da Frederator Studios, também coproduziram. A série foi animada pela Frederator Studios e Powerhouse Animation Studios e dirigida por Sam Deats. Trevor Morris compôs as músicas para a série.
O estilo de desenho no programa foi inspirado no trabalho que Ayami Kojima fez para Castlevania: Symphony of the Night. Eles também levaram ideias dos trabalhos do diretor Satoshi Kon para as expressões das personagens e séries como Cowboy Bebop e Berserk para inserção de humor entre os elementos mais sérios. O programa é produzido usando animações 2D desenhados à mão, seguindo as dicas de Ninja Scroll e Vampire Hunter D,, com membros da equipe que anteriormente trabalhavam em Vampire Hunter D: Bloodlust. As séries de mangás Berserk e Blade of the Immortal também foram citadas como inspiração, com um dos diretores de animação do programa tendo trabalhado anteriormente nos filmes de Berserk. A produção trabalha em estreita colaboração com a Konami, os detentores da franquia Castlevania, que ajudaram a identificar pequenos problemas de continuidade, mas que, de outro modo, eram muito receptivos ao trabalho.
Duas temporadas do programa foram planejadas, com a primeira temporada de quatro episódios de 30 minutos lançados em 7 de julho de 2017. Esta temporada representa a primeira parte da trilogia que Ellis apresentou em 2007. A segunda temporada terá oito episódios e está prevista para ser lançada em 26 de outubro de 2018. Ellis disse que a segunda temporada, que completará a trilogia, é onde ele foi capaz de se desviar um pouco do jogo, e foi melhor antecipar o lançamento do programa na Netflix em termos de cenas e duração dos episódios. Shankar acredita que há uma oportunidade para mais histórias serem contadas a partir de outros jogos da série, observando que, no geral, ele vê a série como "uma história sobre uma família e várias gerações dessa família", com muitos contos a serem extraídos. A equipe de produção da segunda temporada incluirá membros da equipe que trabalharam em produções da Madhouse, como Death Parade.

## Episódios

### 1.ª temporada (2017)
| N.º na série | N.º na temp. | Título                           | Lançamento         |
| --- | ------------ | -------------------------------- | ------------------ |
| 1 | 1            | "Witchbottle" "Garrafa de Bruxa" | 7 de julho de 2017 |
| Na Valáquia, em 1455, uma jovem chamada Lisa, que deseja ser médica, busca Vlad Dracula Tepes, um imortal com conhecimentos científicos avançados. Intrigado por sua coragem e ambição, Dracula concorda em ensiná-la, enquanto ela, por sua vez, oferece para ajudar a se reconectar com a humanidade. 20 anos depois, em Târgovişte, Lisa Tepes é queimada na fogueira depois que um bispo descobre equipamentos científicos em sua casa e a acusa de bruxa. Dracula está devastado e furioso ao saber da morte de sua esposa e declara que as pessoas têm um ano para sair, após isso, matará todos os humanos que permaneçam em Valáquia. Seu filho, Alucard, diz que, em vez disso, vá atrás do homem responsável em vez de toda a humanidade, mas Dracula o ataca de raiva. Um ano depois, o arcebispo acolhe uma festa dizendo que Dracula não era nada mais do que a ilusão de um farsante. Como prometido, Dracula mata o Arcebispo, destrói a igreja e ordena que seu exército demoníaco mate todos os humanos na Valáquia. À medida que o exército se espalha, as pessoas culpam as nobres famílias do reino, incluindo os Belmonts. |              |                                  |                    |
| 2 | 2            | "Necropolis" "Necrópolis"        | 7 de julho de 2017 |
| Após um atacado em um bar, Trevor Belmont procura por comida e descanso na cidade de Gresit, que foi devastada pelas forças de Dracula todas as noites. Ao passar pela cidade, ele descobre que as pessoas da cidade culpam um grupo de oradores que recentemente apareceu como a causa da ofensiva de Dracula. Ele salva um orador ancião de um padre corrupto, que o traz de volta para sua casa para conhecer seus colegas oradores. Trevor insiste que eles deixem a cidade para sua própria segurança, mas o Ancião se recusa, como sua neta desapareceu depois de se aventurar nas catacumbas abaixo da cidade em busca do "soldado adormecido", um herói lendário que eles acreditam pode derrotar Dracula. Furioso, Trevor concorda em recurerar o orador desaparecido. |              |                                  |                    |
| 3 | 3            | "Labyrinth" "Labirinto"          | 7 de julho de 2017 |
| Explorando as catacumbas, Trevor percebe que eles são parte do castelo de Dracula, que é capaz de se transportar em qualquer lugar, e é atacado por um Ciclope gigante. Ele derrota a criatura e resgata a neta do Ancião, Sypha Belnades. Trevor é convocado para a igreja pelo bispo local, revelando ser o mesmo bispo que ordenou a execução de Lisa. O Bispo ordena que Trevor saia de Gresit antes do pôr do sol, pois eles planejam liderar uma multidão para matar os oradores, oferecendo poupar a vida de Trevor e restaurar o nome de sua família em troca. Como os oradores se recusam a abandonar a cidade, Trevor os deixou escondidos na câmara do Ciclope e leva os sacerdotes que lideram a multidão antes de fugir para a cidade. |              |                                  |                    |
| 4 | 4            | "Monument" "Monumento"           | 7 de julho de 2017 |
| O exército de Dracula chega à noite em Greisit e mata o Bispo. Enquanto Trevor continua a lutar, Sypha parece ajudá-lo, revelando praticar magia. Trevor expõe as ações do clero como a verdadeira razão para a invasão de Drácula e auxilia o povo a montar uma defesa contra os demônios. Durante a batalha, o chão desmorona sob Trevor e Sypha, que caem profundamente nas catacumbas submersas do castelo de Dracula. Indo pelo caminho mais profundo, os dois encontram o soldado adormecido, que é Alucard, que passou um ano se curando da luta dele com Dracula. Trevor e Alucard se envolvem numa briga, mas Alucard se rende e oferece ajuda, e os três se preparam para desafiar Dracula e acabar com o conflito para sempre. |              |                                  |                    |

### 2.ª temporada (2018)
| N.º na série | N.º na temp. | Título                                 | Lançamento            |
| --- | ------------ | -------------------------------------- | --------------------- |
| 5 | 1            | "War Council" "Conselho de Guerra"     | 26 de outubro de 2018 |
| Um flashback mostra a casa de Lisa em Lupu sendo invadida enquanto Dracula está fora e o bispo ordenando que ela seja julgada antes de uma inquisição. No presente, Dracula monta seu conselho de guerra, composto por lordes de vampiros de todo o mundo, e coloca os necromantes humanos Hector e Isaac no comando da guerra contra a humanidade. O vampiro viquingue Godbrand objeta, acreditando que eles deveriam confiar em vampiros em vez de humanos para liderança, mas Dracula acredita que o ódio de Hector e Isaac por sua própria espécie os torna mais confiáveis. Como Gresit reconstrói após a batalha, Sypha e Trevor veem os outros oradores, enquanto Alucard chega a um acordo com a decisão de matar seu pai. No castelo, Godbrand lamenta a Hector que sua guerra esteja sendo travada sem estratégia além da destruição arbitrária. Hector insinua que Dracula quer todos os humanos mortos, não importando os métodos usados, para a decepção de Godbrand. Dracula realoca o castelo para um local diferente. |              |                                        |                       |
| 6 | 2            | "Old Homes" "Casas antigas"            | 26 de outubro de 2018 |
| Trevor e Sypha se reúnem com Alucard e perguntam como localizar o castelo de Dracula quando ele pode se mover de um lugar para outro. Trevor recomenda revisitar sua antiga propriedade familiar, pois o porão sob as ruínas contém muitas informações e ferramentas para caçar monstros. No castelo de Dracula, a vampira amante Carmilla chega e critica a abordagem de Dracula à guerra e pergunta por que Lisa não foi transformada em vampira, semeando discórdia entre o conselho de guerra. Ao viajar para a propriedade de Belmont, o partido de Trevor é atacado pelas forças de Dracula; o grupo mata todos, exceto um demônio ferido que escapa. No castelo, Isaac relembra seu passado, tendo matado seu antigo mestre abusivo. Godbrand traz Isaac o demônio ferido, agora morto, para que ele extraia informações da criatura com sua necromancia. Em outra assembleia, os generais discutem se devem continuar seu ataque a Argeș ou mover o cerco para Brăila por sugestão de Carmilla. Isaac informa a todos sobre suas descobertas, acreditando que Alucard está trabalhando com um Belmont. Carmilla insta Dracula a vigiar a propriedade de Belmont, acreditando que pode conter algo que poderia destruí-los. |              |                                        |                       |
| 7 | 3            | "Shadow Battles" "Batalhas das Trevas" | 26 de outubro de 2018 |
| Carmilla tenta convencer Hector a criar criaturas para enviar para a casa de Belmont e encorajar Dracula a atacar Brăila. Heitor relembra como Dracula o encontrou no leste de Rodes e o recrutou para criar um exército, embora Hector tenha pedido um abate humanitário de humanos em vez de um genocídio cruel. Trevor, Sypha e Alucard chegam às ruínas da propriedade de Belmont e abrem uma porta magicamente selada para uma enorme biblioteca subterrânea. Sypha começa a pesquisar e Trevor localiza várias armas de caça a monstros, incluindo o chicote Estrela da Manhã, enquanto Alucard fica desconfortável com os vários vampiros que permanecem preservados lá. No castelo de Dracula, Godbrand expressa sua insatisfação com o plano de exterminar a raça humana, acreditando que eles ficarão famintos sem sangue humano para consumir, e Dracula o repreende. Carmilla diz a Godbrand que ele deve levar o castelo para Brăila e revela como ela matou o vampiro que a transformou depois que ele ficou velho e louco, dizendo que Dracula se tornou o mesmo. |              |                                        |                       |
| 8 | 4            | "Broken Mast" "Mastro Quebrado"        | 26 de outubro de 2018 |
| Godbrand chega a concordar com Carmilla que Dracula não está apto para liderar e algo deve ser feito para mudar seus planos. Na biblioteca de Belmont, Trevor descobre um espelho mágico que lhes permite ver as coisas além, e ele se liga com Sypha. Carmilla continua tentando recrutar Hector, com a intenção de desalojar Dracula se o castelo for movido para Brăila. Em um flashback, Isaac lembra como Dracula salvou sua vida e o recrutou para criar seu exército. Godbrand e os outros generais vampiros se cansam de viver sem sangue humano e partem em cavalos demoníacos para uma aldeia próxima, massacrando o povo. Dracula fala com Isaac sobre a sala de guerra se voltando contra ele e confessa que mentiu para Heitor sobre sua intenção de exterminar a humanidade. Godbrand, em particular, se aproxima de Isaac e sugere que eles deveriam prosseguir a guerra sem Dracula. Provando sua lealdade, Isaac mata Godbrand. |              |                                        |                       |
| 9 | 5            | "Last Spell" "Último Feitiço"          | 26 de outubro de 2018 |
| Isaac libera as cinzas de Godbrand do telhado do castelo enquanto Carmilla comanda suas tropas para se reunirem em Brăila. Hector convence Isaac a concordar com o ataque a Brăila. Hector alimenta isso de volta para Carmilla e informa que suas criaturas noturnas quase chegaram à propriedade de Belmont. Isaac discute o pedido de Hector com Dracula, mas afirma que não há traição para se preocupar. Dracula relembra uma vez que ele uma vez saboreou a morte de humanos, mas admite que está cansado e não sente mais prazer nos detalhes da morte, apenas nos resultados finais. Carmilla e Hector se aproximam de Dracula e ele aprova o ataque a Brăila. Depois, Carmilla chama Hector, explicando que ele está agora implicado em sua traição iminente de Dracula e não pode voltar atrás em seu plano agora. Na biblioteca de Belmont, Sypha descobre um feitiço de bloqueio inacabado que poderia ser usado para prender o castelo num só lugar. A sala começa a tremer quando as criaturas noturnas de Hector chegam e tentam entrar. |              |                                        |                       |
| 10 | 6            | "The River" "O Rio"                    | 26 de outubro de 2018 |
| Trevor luta contra os demônios como Alucard usa o espelho de distância para localizar o castelo de Dracula e Sypha tenta completar o feitiço de bloqueio. Dracula move o castelo para Brăila, e a maioria dos generais vampiros lidera as tropas através da ponte para atacar a cidade. A pedido de Carmilla, Hector reanima o bispo e o faz abençoar o rio. As tropas de Carmilla se revelam e derrubam a ponte, deixando muitos dos soldados de Dracula na água agora sagrada e destruindo-os. As forças restantes de Drácula recuam para o castelo enquanto os soldados de Carmilla atravessam o rio em pontes improvisadas. Os dois exércitos começam a lutar no salão principal do castelo, enquanto Carmilla e Hector se movem para outro lugar. Sypha termina o feitiço assim como Trevor derrota o último dos demônios. Usando o espelho para se concentrar no castelo, ela começa a lançar o feitiço, lutando para manter o controle enquanto o castelo se debate, aterrissando no rio e fazendo com que muitos dos soldados sejam mortos pela água benta. Em última análise, Sypha consegue, e move o castelo para cima da biblioteca de Belmont.                                                                        |              |                                        |                       |
| 11 | 7            | "For Love" "Por Amor"                  | 26 de outubro de 2018 |
| Emergindo da biblioteca, Trevor, Sypha e Alucard invadem o castelo, derrotando todas as forças remanescentes no salão principal. Dracula se retira para seu estudo com Isaac, que declara que defenderá Dracula até a morte. Dracula se recusa a deixar Isaac morrer por ele e envia-o através de um espelho mágico de volta para o deserto de onde ele veio. Alucard chega ao estudo e ataca Dracula, apoiado por Trevor e Sypha. O grupo consegue infligir alguns danos, mas Dracula os supera, e se envolve em combate corpo a corpo com Alucard, movendo-se através do castelo enquanto eles lutam. Eventualmente, os dois acabam na sala de infância de Alucard, o que faz com que Dracula desmorone, horrorizado com a sua realidade tentando matar seu próprio filho. Querendo acertar, ele permite que Alucard o ponha no coração. Trevor chega para cortar a cabeça e Sypha queima os restos, deixando apenas sua aliança intacta. Alucard está chateado por ter matado seu pai, mas Trevor e Sypha asseguraram-lhe que era a coisa certa a fazer. |              |                                        |                       |
| 12 | 8            | "End Times" "Fim dos Tempos"           | 26 de outubro de 2018 |
| Alucard pretende tornar o agora deserto castelo em seu túmulo, mas Trevor presenteia-o com a biblioteca de Belmont e o encoraja a protegê-lo e ao castelo e usar o conhecimento contido nele para ajudar as pessoas. No deserto, Isaac é abordado por um grupo de invasores, a quem ele mata e se transforma em criaturas das trevas, planejando criar seu próprio exército. Em Brăila, Carmilla diz que retornará à Estíria e prenderá Hector, planejando usá-lo para criar seu próprio exército para preencher o vácuo de poder deixado pela morte de Dracula. Sypha convence Trevor para ficar com ela e se juntar a ela em novas aventuras lutando contra monstros, e eles se despedem de Alucard e partem para encontrar os palestrantes. Deixado sozinho no castelo, Alucard reflete sobre a perda de sua família e é dominado pela dor. |              |                                        |                       |

### 3.ª temporada (2020)
| N.º na série | N.º na temp. | Título                                                                | Lançamento         |
| --- | ------------ | --------------------------------------------------------------------- | ------------------ |
| 13 | 1            | "Bless Your Dead Little Hearts" "Benditos sejam seus corações mortos" | 5 de março de 2020 |
| Alucard se adapta à nova vida. Belmont e Sypha visitam uma cidade sinistra. Carmilla volta para casa com um prêmio.                                   |              |                                                                       |                    |
| 14 | 2            | "The Reparation of My Heart" "O Reparo do Meu Coração"                | 5 de março de 2020 |
| Isaac ganha uma ajuda inesperada na busca por Hector. Carmilla faz planos para tomar posse de um grande território. Alucard encontra dois fãs.        |              |                                                                       |                    |
| 15 | 3            | "Investigators" "Investigadores"                                      | 5 de março de 2020 |
| O plano de Belmont e Sypha se complica. Isaac e o capitão discutem os méritos da humanidade. Hector tenta entender o que passa pela cabeça de Lenore. |              |                                                                       |                    |
| 16 | 4            | "I Have a Scheme" "Eu Tenho Um Plano"                                 | 5 de março de 2020 |
| Sumi e Taka contam sua história a Alucard. Saint Germain tem acesso ao priorado. Isaac é mal recebido em Gênova.                                      |              |                                                                       |                    |
| 17 | 5            | "A Seat of Civilisation and Refinement" "Lugar Civilizado e Refinado" | 5 de março de 2020 |
| Belmont e o juiz descobrem um símbolo sinistro. A caça ao tesouro de Saint Germain é interrompida. Alucard fica mais íntimo de Sumi e Taka.           |              |                                                                       |                    |
| 18 | 6            | "The Good Dream" "O Sonho Bom"                                        | 5 de março de 2020 |
| Lenore segue conquistando a confiança de Hector. Saint Germain tem um pesadelo revelador com o Corredor Infinito.                                     |              |                                                                       |                    |
| 19 | 7            | "Worses Things Than Betrayal" "Coisas Piores Do Que Traição"          | 5 de março de 2020 |
| Saint Germain faz descobertas estarrecedoras. Um confronto aguarda Isaac. Belmont e Sypha interrogam um monge sem poupar agressividade.               |              |                                                                       |                    |
| 20 | 8            | "What the Night Brings" "O que a Noite nos Reserva"                   | 5 de março de 2020 |
| Algo está vivo no porão do priorado, e Belmont e Sypha têm de correr contra o relógio. Lenore abre o jogo com Hector sobre os planos de Carmilla.     |              |                                                                       |                    |
| 21 | 9            | "The Harvest" "A Colheita"                                            | 5 de março de 2020 |
| Ao anoitecer, Lindenfeld vira um inferno. Hector faz uma promessa. Sumi e Taka tomam uma atitude.                                                     |              |                                                                       |                    |
| 22 | 10           | "Abandon All Hope" "Abandone Todas as Esperanças"                     | 5 de março de 2020 |
| Com o portal do inferno aberto, Trevor e Sypha encaram uma batalha sangrenta. O juiz compartilha um legado perturbador. Hector descobre seu destino.  |              |                                                                       |                    |

## Recepção

### Audiência
De acordo com a Parrot Analytics, Castlevania foi a série digital original mais popular nos Estados Unidos entre 6 e 19 de julho de 2017, com a série gerando 23 175 616 "expressões de demanda" em média. De acordo com a Parrot Analytics, "expressões de demanda" indicam a "demanda total do público sendo expressa por um título, dentro de um país", medido por fluxos de vídeo e downloads, bem como mídias sociais.
Ele permaneceu como o 7.º programa digital original mais procurado nos Estados Unidos até 11 de outubro de 2017. No final de 2017, Castlevania foi a 15.ª série digital mais procurada do ano nos Estados Unidos, com uma média de 18 137 196 expressões de demanda ao longo do ano. Foi também uma das 20 séries digitais mais produradas do ano, no Reino Unido (20.ª), Japão (4.ª), Brasil (10.ª), México
(11.ª), França (13.ª), Canadá (14.ª), Alemanha. (19.ª) e Austrália (20.ª).

### Resposta da crítica
No site de agregação de revisões Rotten Tomatoes, a primeira temporada tem uma classificação de 79%, com base em 24 avaliações, com uma classificação média de 7,39 / 10 e um consenso crítico que diz "Castlevania oferece visuais espetaculares e uma adaptação convincente em seu primeira temporada muito curta". É a primeira adaptação de videogame na história do site a receber uma classificação "Fresh". O Metacritic, que atribui uma classificação em 100 comentários de críticos tradicionais, relatou que havia "críticas geralmente favoráveis" para a série, com uma pontuação média de 71 baseado em 4 avaliações.
O The Verge deu uma avaliação mista, observando que o gore fez pouco para criar uma sensação de perigo e sentiu "intencionalmente chamativo". Concluiu que "Castlevania está madura com potencial, mas também carregada de clichês". Dave Trumbore do Collider deu a série quatro estrelas de cinco, elogiando a química entre o elenco e comparando a violência com o anime, como Ninja Scroll. A IGN também elogiou o roteiro de Warren Ellis, mas sentiu que seu humor era um pouco irritante. Em uma resenha à revista Paste, Dave Raposo escreveu que Castlevania canalizou a fórmula da piada de xorte que é vista em Family Guy. Ele descartou as tentativas "absurdas" de humanizar Dracula e chamou-a de "imitação tímida de Game of Thrones", observando que as ambições do roteiro "fogem dos ideais simples que unificam as melhores entradas da série Castlevania". Diversos comentários elogiaram o elenco de voz, particularmente Graham McTavish como Dracula e Richard Armitage como Trevor Belmont. Escrevendo para o Screen Rant, Sarah Moran chamou a atenção para a "borda sarcástica" que Armitage trouxe para o personagem. O Destructoid também escreveu positivamente de Trevor Belmont como protagonista, mas criticou a animação e acrescentou que os desenhos dos personagens eram "rasos". Dan Seitz, da Uproxx, deixou um comentário negativo, escrevendo que tentou muito encontrar profundidade na história da série Castlevania. Ele também citou problemas com o ritmo.